# 黑德闊特斯 (愛達荷州)
黑德阔特斯（英語：Headquarters）是位於美國愛達荷州清水縣的一個非建制地區。

## 地理
黑德阔特斯的座標為46°37′48″N 115°48′34″W / 46.63000°N 115.80944°W，而該地的平均海拔高度為963米（即3159英尺）。